# Jo Krause
Jo Krause (* 1963 in Detmold) ist ein deutscher Jazzmusiker (Schlagzeug).

## Leben und Wirken
Krause erhielt früh Gitarren- und Klavierunterricht. Auf Anregung seines älteren Bruders Martin, der einen Schlagzeuger für seine Band brauchte, begann er bereits als Kind, ein Schlagzeug zu bauen. Als Zehnjähriger hatte er dieses Schlagzeug komplettiert und begann mit dem Unterricht. Nach Anfängen in einer Dixieland-Band mit Gymnasiasten, zu denen auch sein Bruder Martin am Banjo gehörte, spielte er in einer Rockband Artrock. 1979 spielte er zunächst in einem Klaviertrio Jazz, dann in einem Trio mit seinem Freund, dem Saxophonisten Martin Classen. 1980 gründet er mit Studenten der Detmolder Musikhochschule das Quartett Jo Krause's Funkyfreebopers. Auch nahm er Unterricht bei Art Taylor. Ab 1981 studierte er im Jazzstudiengang am Konservatorium Hilversum bei Wim Overgaauw, Ferdinand Povel, Victor Kaihatu, Frans Elsen und Rob Langereis.
1986, nach Abschluss seines Studiums und einem sechsmonatigen Konzert- und Lehraufenthalt in Spanien, gründete Krause mit dem Pianisten Robert Vermeulen und dem Bassisten Frans van der Hoeven das Amsterdam Jazz Trio und begleitete prominente Solisten wie Tom Harrell, Jim Snidero, David Fathead Newman, Sal Nistico, Herb Geller, Philip Catherine und Jimmy Owens, nahm aber auch mit Jesse van Ruller auf.
In der Folge arbeitete er mit Georgie Fame (A Portrait of Chet) und mit Cees Slinger, mit dem er Musiker wie Johnny Griffin, Woody Shaw, Red Mitchell, Jon Eardley, Dave Pike und Deborah Brown begleitet. 1988 tourte er mit den Gitarristen Herb Ellis, Barney Kessel und Charlie Byrd durch Europa. Daneben war er Mitglied der Gruppen Zut Alors! (Pie Dough), Amsterdam Jazz Quintet, dem Trio von Tine Schneider und Sigi Buschs Buschmusik (Berlin Songbook).
Nach einem längeren Aufenthalt in New York zog Krause nach Spanien, wo er seit 1993 in Premià de Mar in der Nähe von Barcelona lebt. Rasch wurde er Teil der spanischen Jazzszene und arbeitete mit Musikern wie Perico Sambeat, José Luís Gámez, David Mengual, Gorka Benítez, Llibert Fortuny, Agustí Fernández, Albert Bover, Ignasi Terraza, Jorge Rossy, Rai Ferrer, Dani Perez und Martí Serra.
Derzeit spielt er im Jo Krause-Roger Mas Trio, das durch Enrique Oliver, Jon Robles und Vicente Macian erweitert wird, dem Joaquin Chacon Trio und dem Duo Agustí Fernández-Jo Krause Duo. In diesem Duo veröffentlichte Fernández und er 2009 die CD Draco, die von der Zeitschrift Cuadernos de Jazz zum zweitbesten Album des Jahres in Spanien gewählt wurde. Mit seinem Quartett, zu dem Saxophonist Vicent Macian, Pianist Roger Mas und Bassist Deejay Foster gehören, entstand 2011 das Album Jo’s Delight. 2019 tourte er mit Benny Golson. Er ist auch auf Alben von Benny Bailey, Greetje Kauffeld, Silvia Droste, Ben Waltzer/Bill McHenry, Ruud Brink/Rob Agerbeek und Scott Hamilton zu hören.
Krause ist Mitglied des Lehrkörpers der Escola Superior de Música de Catalunya.